# Vuelta a La Rioja
Die Vuelta a la Rioja (Rioja-Rundfahrt) war ein spanisches Straßenradrennen.
Der Wettbewerb wurde in der Region La Rioja seit 1957 zunächst als Etappenrennen und fand seitdem, mit wenigen Ausnahmen, jährlich statt. Ursprünglich war der Rennzeitpunkt im September, doch später wurde das Rennen auf Ende April verlegt. Es zählte von 2005 an zur UCI Europe Tour und war zunächst in die Kategorie 2.1 eingestuft. Von 2009 an wurde das Rennen als Eintagesrennen ausgetragen und war in die Kategorie 1.1 eingestuft. Die letzte Austragung war im Jahr 2017.
Zehn ausländische Fahrer konnten das Rennen gewinnen, darunter der Deutsche Reimund Dietzen. Rekordsieger ist der Spanier Jesús Manzaneque.

## Sieger
- 1957  Alberto Sant
- 1958  Manuel Martín
- 1959 nicht ausgetragen
- 1960  Ángel Rodríguez
- 1961 nicht ausgetragen
- 1962  Carlos Echeverría
- 1963  Carlos Echeverría
- 1964  Antonio Barrutia
- 1965  Juan María Uribezubia
- 1966  Antonio Gómez del Moral
- 1967  Gabino Ereñozaga
- 1968  Ramón Meniburu
- 1969  Luis Ocaña
- 1970  Carlos Echeverría
- 1971  Jesús Manzaneque
- 1972  José Antonio Pontón
- 1973  Jesús Manzaneque
- 1974  Jesús Manzaneque
- 1975  Javier Elorriaga
- 1976 nicht ausgetragen
- 1977  Rafael Ladrón
- 1978  Francisco Galdós
- 1979  Eulalio García
- 1980  Jesús Suárez
- 1981  Isidro Juárez
- 1982  Marino Lejarreta
- 1983  Eduardo Chozas
- 1984  Iñaki Gastón
- 1985  Francisco Antequera
- 1986  José Luis Laguía
- 1987  Reimund Dietzen
- 1988  Federico Echave
- 1989  Enrique Aja
- 1990  Alfonso Gutiérrez
- 1991 nicht ausgetragen
- 1992  Mikel Zarrabeitia
- 1993  Laurent Jalabert
- 1994  José María Jiménez
- 1995  Miguel Indurain
- 1996  Roberto Sierra
- 1997  José María Jiménez
- 1998  Abraham Olano
- 1999  Juan Carlos Domínguez
- 2000  Miguel Ángel Martín
- 2001  César Solaun
- 2002  Carlos Torrent
- 2003  Félix Cárdenas
- 2004  Wladimir Karpez
- 2005  Javier Pascual
- 2006  Ricardo Serrano
- 2007  Rubén Plaza
- 2008  Manuel Calvente
- 2009  David García
- 2010  Ángel Vicioso
- 2011  Imanol Erviti
- 2012  Jewgeni Schalunow
- 2013  Francesco Lasca
- 2014  Michael Matthews
- 2015  Caleb Ewan
- 2016  Michael Matthews
- 2017  Rory Sutherland